# Вейнерт, Юрий Николаевич
Юрий Николаевич Вейнерт (4 сентября 1914, Петроград — 20 января 1951, Северо-Енисейский) — русский советский поэт, политический заключённый.

## Биография
В 1929 году родители Ю. Вейнерта были арестованы и сосланы (отец, историк архитектуры Николай Владимирович Вейнерт, был расстрелян в Ленинграде 1 ноября 1938 года, мать Ядвига Адольфовна Вейнерт-Влядих трижды высылалась), а сам он попал в компанию таких же оставшихся без родителей подростков, большинство из которых были также сосланы. Подвергся задержанию и обыску, но был отпущен за отсутствием улик.
Поступил в фабрично-заводское училище на железнодорожного техника-путейца, получил рекомендацию в институт железнодорожного транспорта.
20 ноября 1932 года был арестован вместе с друзьями, побывавшими в ссылке и досрочно вернувшимися. Приговорён Особым Совещанием КОГПУ 10 мая 1933 года, обвинён по статьям 58-10 и 58-11 УК РСФСР. Сослан на три года в Северный край, в Архангельск.
В Архангельске повторно арестован и сослан в Мариинск.
В 1935 году за хорошую работу досрочно освобождён, но без права жить в Ленинграде. Поселился в Малой Вишере, работал на строительстве канала Москва-Волга чертёжником, техником, затем бригадиром. За добросовестный труд был представлен к правительственной награде и снятию судимости, но был призван в Красную Армию. Как сын репрессированных, был направлен в военно-строительные части (стройбат). На строительстве познакомился с двумя подругами-москвичками (одна из них Людмила Хотимская, его будущая жена). Подруги прислали Вейнерту из Москвы телеграмму с текстом: «Мы свободны, будь свободен и ты», подразумевавшим свободу в их личных отношениях. Эта телеграмма стала основным звеном нового обвинения Ю. Вейнерта.
В 1937 году он был арестован, приговорён к 10 годам за контрреволюционную деятельность. Отбывал срок в Абакане, Комсомольске-на-Амуре, затем в лагере-заводе Свободный. В этот период познакомился с Я.Е. Хароном.
В 1947 году по окончании срока был освобождён, поселился в Калинине, начал работать инженером-конструктором на вагоностроительном заводе.
27 ноября 1948 года — вновь арестован, 11 декабря 1948 года приговорён по статьям 58-10 и 58-11. Особое совещание МГБ СССР 16 февраля 1949 года приговорила Ю. Вейнерта к ссылке без указания срока (на «вечное поселение») в Красноярский край. Направлен в Северо-Енисейский. Работал инженером по шахтному электрооборудованию на золотодобывающих предприятиях.
В 1950 году от болезни умерла его жена Л. Хотимская. 20 января 1951 года, в годовщину её смерти, Ю. Вейнерт погиб. По официальной версии, он осматривал электрооборудование и в темноте случайно упал в шахту. Похоронен в Северо-Енисейском.
Реабилитирован посмертно 12 апреля 1989 года.
По последнему делу реабилитирован 25 февраля 1992 года.

## Поэтическое наследие
Знакомство с Я. Е. Хароном в лагере-заводе Свободный вдохновило Ю. Вейнерта на поэтическое творчество. К этому времени им уже был придуман персонаж — французский поэт XVI века Гийом дю Вентре (фамилия получена перестановкой букв в фамилии самого Вейнерта). Быстро подружившись, Харон и Вейнерт увлеклись сочинением стилизованных сонетов на лирические темы. К моменту окончания срока в 1947 году уже было написано около сорока сонетов. Подготовка их к изданию была прервана новыми арестами: Я. Харон был сослан в Абан Красноярского края, и больше они не виделись. После смерти Ю. Вейнерта и своего освобождения Я. Харон долгое время занимался доработкой совместно написанных ими стихов, которые получили в своё время широкое распространение как в лагерной среде, так и вне её как талантливые литературные произведения. Выдуманный персонаж Г. дю Вентре зажил самостоятельной жизнью, окружённой легендами.